# Sos Mornay

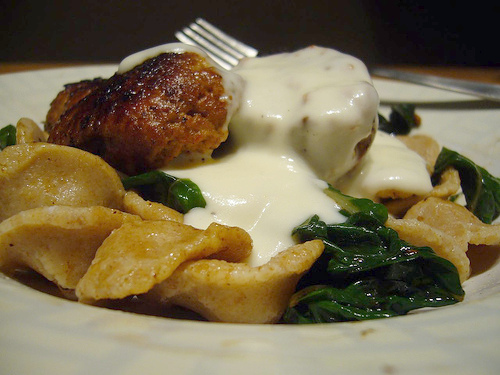
Włoski makaron „uszki” polany sosem Mornay

Sos Mornay – jeden z klasycznych sosów kuchni francuskiej o szerokim zastosowaniu (do mięs, ryb i warzyw).
Zaliczany do sosów białych, przyrządzany jest na bazie beszamelowego z dodatkiem utartego twardego sera (np. gruyère) ze śmietanką. Stosowany jako dodatek do zapiekanek z delikatnych mięs (cielęciny, kurczaka, ryb) oraz warzyw (kalafiora, szparagów, fasolki szparagowej). Przyjęta ogólnie nazwa pochodzi od francuskiego myśliciela i polityka Philippe’a de Mornay.